# Stephen R. Carpenter

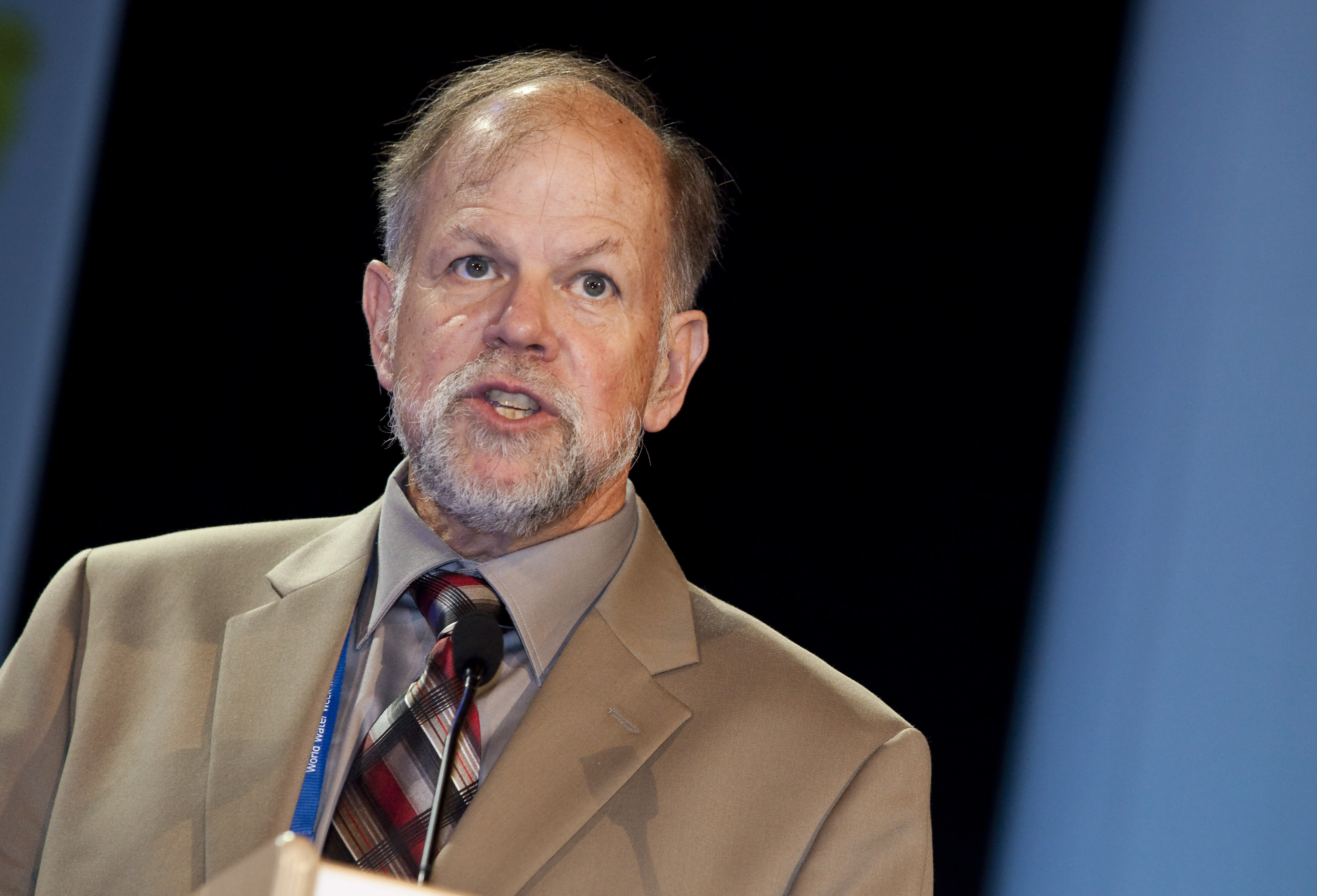
Stephen R. Carpenter (2011)

Stephen Russell „Steve“ Carpenter (* 1952) ist ein US-amerikanischer Ökologe. Er leistete bedeutende Beiträge zum Verständnis des Ökosystems See.

## Leben
Carpenter erwarb 1974 einen Bachelor vom Amherst College, 1976 einen Master von der University of Wisconsin-Madison und promovierte 1979 ebendort. Von 1979 bis 1989 war er Assistenzprofessur und anschließend außerordentlicher Professor an der University of Notre Dame. 1989 wechselte er an die University of Wisconsin-Madison. Mittlerweile ist er emeritiert.
2001 wurde Carpenter in die National Academy of Sciences und 2006 in die American Academy of Arts and Sciences gewählt. 2007 erhielt er die Naumann-Thienemann-Medaille der International Society of Limnology.

## Wirken
Carpenter befasst sich mit der Limnologie und konzentriert sich auf die Wechselwirkung von Biogeochemie und Prozessen von Nahrungsketten in Gewässern. Ein besonderer Interessenschwerpunkt liegt dabei auf der Vorhersage von Gewässercharakteristika aufgrund von Land-Wasser-Wechselwirkungen und Prozessen von Nahrungsketten, darunter menschliche Auswirkungen wie die Fischerei und die Einführung exotischer Arten. Er befasst sich zudem mit der Resilienz sozial-ökologischer Systeme. Er hat außerdem an Forschung zu unseren planetaren Grenzen mitgewirkt.
In einer Studie aus dem Jahr 1987 gelang Carpenter und seinen Kollegen der Nachweis, dass die primäre Produktivität in Gewässern sowohl durch trophische Wechselwirkungen als auch durch abiotische Faktoren reguliert wird. Diese Erkenntnis galt seinerzeit als bahnbrechend, da zuvor angenommen wurde, dass das Ökosystem eines Gewässers in erster Linie von Nährstoffen kontrolliert wird.

## Veröffentlichungen (Auswahl)
- S. R. Carpenter, N. F. Caraco, D. L. Correll, R. W. Howarth, A. N. Sharpley, V. H. Smith: Nonpoint pollution of surface waters with phosphorus and nitrogen. In: Ecological Applications. Band 8, Nr. 3, 1998, S. 559–568, doi:10.1890/1051-0761(1998)008[0559:NPOSWW]2.0.CO;2
- S. R. Carpenter, J. F. Kitchell, J. R. Hodgson, P. A. Cochran, J. J. Elser, M. M. Elser, ..., C. von Ende: Regulation of lake primary productivity by food web structure. In: Ecology. Band 68, Nr. 6, 1987, S. 1863–1876, doi:10.2307/1939878
- S. R. Carpenter, H. A. Mooney, J. Agard, D. Capistrano, R. S. DeFries, S. Díaz, ..., C. Perrings: Science for managing ecosystem services: Beyond the Millennium Ecosystem Assessment. In: Proceedings of the National Academy of Sciences. Band 106, Nr. 5, 2009, S. 1305–1312, doi:10.1073/pnas.0808772106
- S. R. Carpenter, E. H. Stanley, M. J. Vander Zanden: State of the world's freshwater ecosystems: physical, chemical, and biological changes. In: Annual review of Environment and Resources. Band 36, 2011, S. 75–99, doi:10.1146/annurev-environ-021810-094524